# Зефирова, Ольга Николаевна
О́льга Никола́евна Зефи́рова (род. 1965, Москва) — советский и российский химик, профессор химического факультета МГУ имени М. В. Ломоносова, первый доктор химических наук по специальности «Медицинская химия» (2012) в России.

## Биография
Родилась в 1965 году в семье выдающегося химика-органика, академика Николая Серафимовича Зефирова (1935—2017) и его жены Валентины Алексеевны. В 1987 году с отличием окончила химический факультет МГУ имени М. В. Ломоносова, защитив дипломную работу в области химии высокомолекулярных соединений, выполненную под руководством А. Полинского и А. А. Ярославова. В 1987—1995 годах работала в Институте нефтехимического синтеза имени А. В. Топчиева РАН в лаборатории медико-биологических полимеров, возглавляемой Л. И. Валуевым, где выполнила кандидатскую диссертацию по теме: «Синтез и изучение свойств производных гидрофильных полимеров с ферментами класса оксидоредуктаз» (защищена в 1991 году).
С 1997 года работает на химическом факультете МГУ имени М. В. Ломоносова, где на протяжении многих лет фактически совмещала работу на двух кафедрах — физической химии и органической химии (в 1998—2010 годах занимала должность доцента кафедры физической химии). В 2010—2014 годах была доцентом кафедры органической химии, а в 2012 году защитила докторскую диссертацию по теме «Каркасные и мостиковые фрагменты в дизайне физиологически активных веществ» (специальность — «Медицинская химия»). С 2015 года — профессор кафедры медицинской химии и тонкого органического синтеза, образованной на химическом факультете МГУ в 2014 году.

## Научная и преподавательская деятельность
Ранние работы Зефировой посвящены созданию полимерных систем для направленной доставки лекарств. В МГУ занималась историко-химическими исследованиями, в ходе которых дополнила биографии химиков Московского университета И. А. Сибирского, Е. И. Шпитальского, И. Ф. Гутта, Л. Е. Агрономова и др. В 2005—2009 годах читала общий курс «История и методология химии» на химическом факультете. Является автором учебника «Краткий курс истории и методологии химии» (2007).
Основные работы О. Н. Зефировой посвящены медицинской химии (drug design, medicinal chemistry) и были начаты в самом конце 1990-х — начале 2000-х годов в лаборатории органического синтеза при участии химиков-синтетиков Н. В. Авериной, Е. В. Нуриевой и других сотрудников. В те же годы Зефирова разрабатывала программу преподавания медицинской химии, основываясь на первом издании (1995) многократно переиздававшегося впоследствии учебника Г. Патрика «Введение в медицинскую химию», поступившего в библиотеку МГУ в рамках проекта «Пушкинская библиотека» фонда Сороса, и фундаментальном учебнике под редакцией К. Вермут «Практика медицинской химии», подаренного редактором Ольге Николаевне на конференции в Москве. Впоследствии программа неоднократно модифицировалась, и в настоящее время на её основе преподаются курсы «Основные аспекты медицинской химии» и «Методы органической и медицинской химии в оптимизации структурных прототипов лекарств» на химическом факультете МГУ. С 2022 года курс «Приёмы структурного дизайна лекарственных веществ» читается О. Н. Зефировой и на фармацевтическом отделении факультета фундаментальной медицины МГУ имени М. В. Ломоносова.

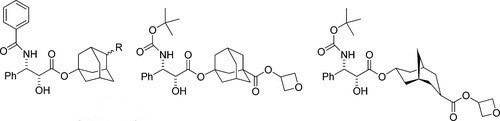
Примеры структур, называемых Zefirova’s simplified paclitaxel mimics

В числе научных работ группы Ольги Николаевны — изучение тубулокластина и других соединений с необычным действием на сеть микротрубочек опухолевых клеток (совместно с группой С. А. Кузнецова, Росток, Германия), создание оригинальных мостиковых конформационно ограниченных аналогов гормона мелатонина, а также разработка структур упрощённых аналогов противоопухолевого препарата таксола (паклитаксела), который получают полусинтетическим путём. Данные структуры в научной литературе именуются Zefirova’s simplified taxoid (paclitaxel) mimics.
Является автором более чем 200 научных публикаций в ведущих научных журналах, среди которых Mendeleev Communications, Russian Chemical Bulletin, Bioorganic Chemistry, «Известия РАН. Серия химическая» и «Фармация», а также трёх патентов; дважды была членом программных комитетов конференций, более 70 раз выступала на конференциях с приглашёнными докладами.

## Основные труды
- Краткий курс истории и методологии химии / Под ред. акад. В. В. Лунина. — М.: Анабасис, 2007. — 140 с. — (История и методология науки). — 1000 экз. — ISBN 5-91126-004-2.
- Основные понятия и термины медицинской химии: учебно-методическое пособие к спецкурсам «Медицинская химия» и «Методы органической химии в создании лекарств». — М., 2014. — 40 с. — 200 экз.
- Зефирова О. Н., Гаврилова А. Ю. [и др.] Учебно-методическое пособие по курсу «Органическая химия» для студентов фармацевтического отделения факультета фундаментальной медицины МГУ имени М. В. Ломоносова. — М., 2016.
- Тюрин В. Ю., Зефиров Н. А., Зефирова О. Н. Типичные структурные модификации углеводородов: учебно-методическое пособие по курсу «Органическая химия» для студентов фармацевтического отделения факультета фундаментальной медицины МГУ имени М. В. Ломоносова. — М., 2018. — 46 с. — 30 экз.